# Sven Tropp

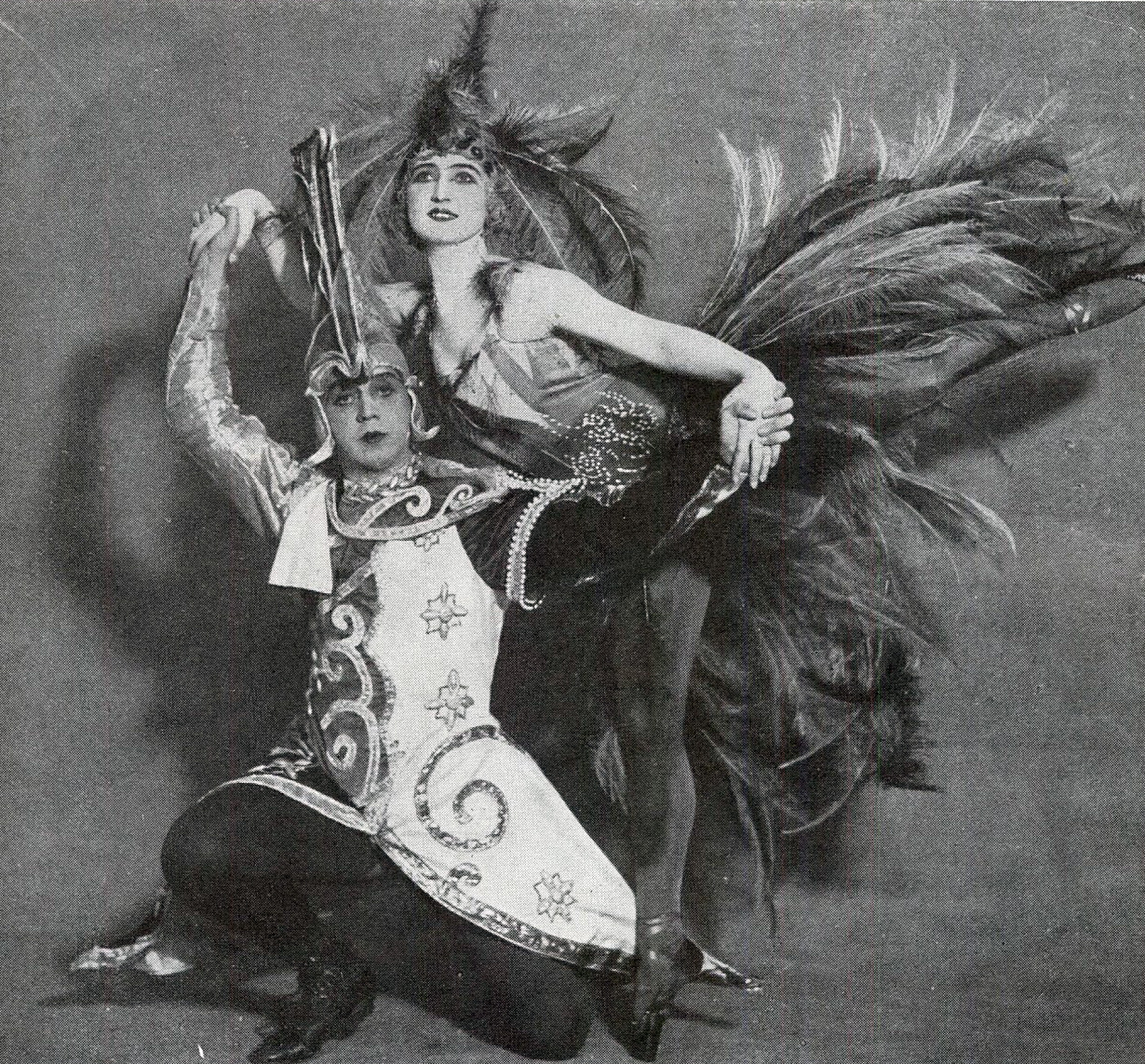
Sven Tropp y Elly Holmberg en El pájaro de fuego (1927)

Sven Olof Tropp (11 de octubre de 1890 - 20 de octubre de 1964) fue un bailarín, coreógrafo y profesor de ballet de nacionalidad sueca.

## Biografía
Su nombre completo era Sven Olof Tropp, y nació en Estocolmo, Suecia, siendo sus padres Karl August Tropp y Josefina Albertina Frummeri, y sus hermanos Oscar Tropp y Anna Tropp. 
Tras finalizar sus estudios escolares, Tropp se formó en la escuela de ballet Kungliga Teaterns balettskola en 1902–1905. En 1905 llegó a la Ópera Real de Estocolmo, donde en 1913 pasó a ser bailarín principal. Además, en esa institución fue entre 1920 y 1922 coreógrafo y profesor de ballet. 
Actuó con un conjunto propio en Copenhague en 1918–1919, y junto a su futura esposa, la bailarina Elly Holmberg, en Alemania en 1922–1924. Ambos se casaron en 1926.
En sus últimos años, Sven Tropp dirigió una escuela propia de ballet en Estocolmo. Falleció en dicha ciudad en 1964. Fue enterrado en el Cementerio Norra begravningsplatsen de Estocolmo.

## Filmografía (selección)
- 1915 : Arlequins frieri
- 1919 : Jefthas dotter (también coreografía)
- 1921 : Vallfarten till Kevlaar
- 1925 : Skärgårdskavaljerer (coreografía)
- 1925 : Två konungar (también coreografía)
- 1926 : Bröllopet i Bränna
- 1936 : Johan Ulfstjerna (coreografía)
- 1938 : Vi som går scenvägen
- 1941 : Spökreportern
- 1942 : En äventyrare (coreografía)

## Teatro (coreografía)
- 1935 : Härmed hava vi nöjet, de Kar de Mumma, Karl-Ewert y Alf Henrikson, dirección de Harry Roeck-Hansen, Blancheteatern[1]
- 1936 : Hm, sa greven, de Kar de Mumma, dirección de Harry Roeck Hansen, Blancheteatern[2]